# Дмитро Тьомкін (шахіст)
Дмитро Тьомкін (нар. 25 березня 1977) – канадський шахіст ізраїльського походження, гросмейстер від 2001 року.

## Шахова кар'єра
Починаючи з 2003 року на міжнародній арені представляє Канаду. Як спортсмен Ізраїлю 1997 року досягнув найбільшого успіху в своїй кар'єрі, вигравши в Таллінні титул чемпіона Європи серед юніорів до 20 років. Того ж року виграв титул чемпіона Ізраїлю в цій же віковій категорії. У 1998 році переміг на турнірі за швейцарською системою в Норт-Бей, а також на відкритому чемпіонаті Канади. У 2002 році поділив 1-ше місце в круговому турнірі в Торонто. 2004 року переміг на турнірі Canadian Open в Онтаріо, виборов бронзову медаль на чемпіонаті Канади, а також дебютував у складі національної збірної на шаховій олімпіаді в Кальвії.
Найвищий рейтинг Ело в кар'єрі мав станом на 1 липня 2000 року, досягнувши 2522 очок займав тоді 20-те місце серед ізраїльських шахістів.

## Зміни рейтингу
| На цьому місці має відображатися графік чи діаграма, однак з технічних причин його відображення наразі вимкнено. Будь ласка, не видаляйте код, який викликає це повідомлення. Розробники вже працюють для того, щоби відновити штатне функціонування цього графіка або діаграми. | |
| | На цьому місці має відображатися графік чи діаграма, однак з технічних причин його відображення наразі вимкнено. Будь ласка, не видаляйте код, який викликає це повідомлення. Розробники вже працюють для того, щоби відновити штатне функціонування цього графіка або діаграми. |